# Louans
Louans ist eine Gemeinde im französischen Département Indre-et-Loire in der Region Centre-Val de Loire. Sie gehört zum Kanton Descartes und zum Arrondissement Loches. 

## Lage
Louans liegt an den Bächen Ruandon und Bequet, die sich zum Fluss Saint-Branchs vereinigen, der schließlich in die Indre mündet. An der westlichen Gemeindegrenze entspringt der Bourdin, der ebenfalls zur Indre entwässert.
Die Gemeinde grenzt im Norden an Saint-Branchs, im Osten an Tauxigny, im Süden an Le Louroux und im Westen an Sainte-Catherine-de-Fierbois.

## Bevölkerungsentwicklung

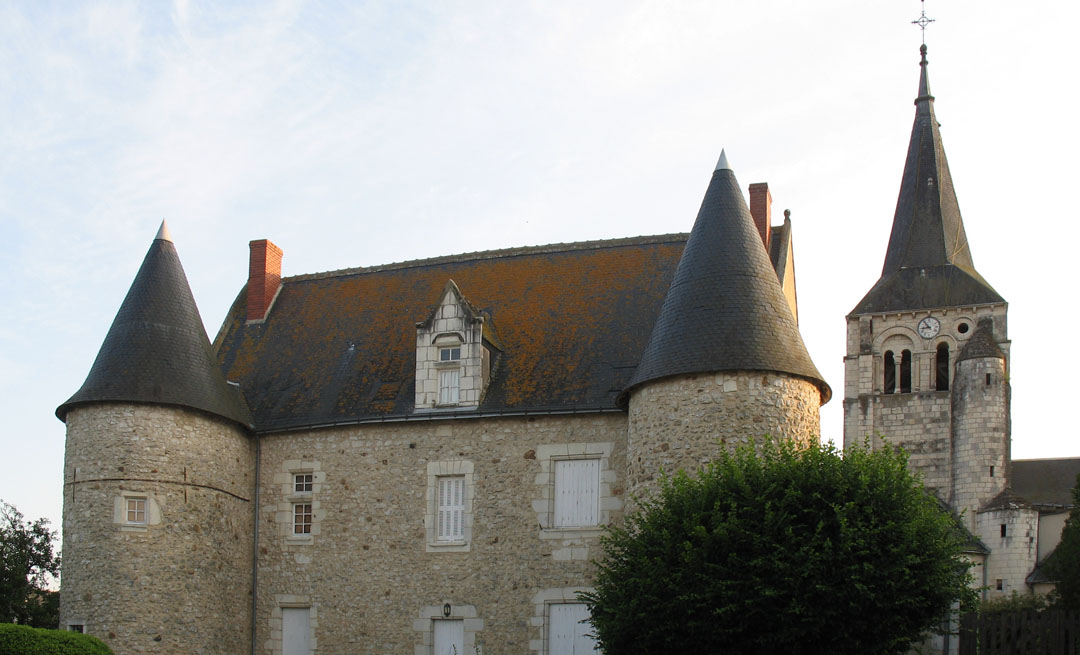
Kirche Notre-Dame-Saint-Pierre-Saint-Paul

| Jahr      | 1962 | 1968 | 1975 | 1982 | 1990 | 1999 | 2008 | 2018 |
| --------- | ---- | ---- | ---- | ---- | ---- | ---- | ---- | ---- |
| Einwohner | 532  | 522  | 494  | 467  | 475  | 543  | 605  | 663  |